# Điện ảnh Indonesia
Điện ảnh Indonesia (tiếng Indonesia: Perfilman Indonesia) bắt đầu từ năm 1926 và là một trong những nền Điện ảnh lớn nhất khu vực Đông Nam Á.

## Lịch sử hình thành và phát triển
Công nghiệp điện ảnh Indonesia phát triển mạnh trong thập niên 1980 và chiếm hầu hết các rạp chiếu bóng, dù tới đầu thập niên 1990 nó bắt đầu hơi suy giảm. Từ năm 2000 tới năm 2005, số lượng phim Indonesia được phát hành hàng năm đã liên tục tăng lên.

### Phim nổi tiếng
- 1926 Loetoeng Kasaroeng
- 1953 Harimau Tjampa
- 1987 Naga Bonar
- 1987 Kejarlah Daku Kau Kutangkap
- 1989 Tjoet Nja' Dhien
- 2001 Petualangan Sherina
- 2001 Jelangkung
- 2001 Whispering Sands (Pasir Berbisik)
- 2001 What's Up with Love? (Ada Apa Dengan Cinta?)
- 2002 Eliana, Eliana
- 2003 Arisan!
- 2005 Belahan Jiwa
- 2005 Joni's Promise (Janji Joni)
- 2005 Gie
- 2006 Denias, Senandung di Atas Awan
- 2006 Jomblo
- 2006 Love for Share (Berbagi Suami)
- 2006 Opera Jawa
- 2007 Nagabonar Jadi 2 (Naga Bonar 2)
- 2007 Kala (Dead Time: Kala) (The Secret)
- 2007 The Photograph
- 2007 Love is Cinta
- 2007 Quickie Express
- 2008 Verses of Love (Ayat-Ayat Cinta)
- 2008 Laskar Pelangi
- 2009 Pintu Terlarang
- 2009 Merantau
- 2009 Suster Keramas
- 2010 Macabre

### Diễn viên tên tuổi

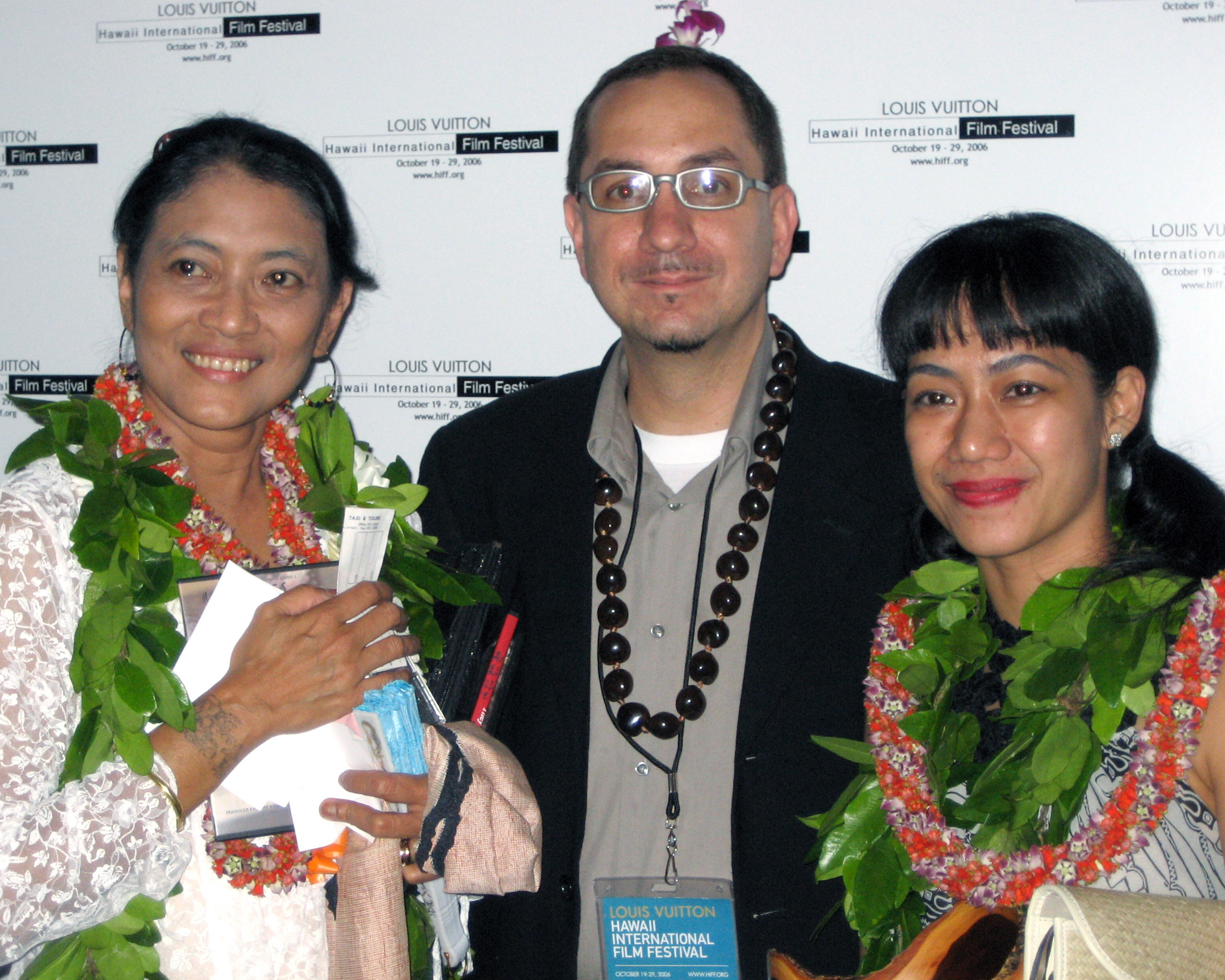
Jajang C. Noer and Nia Dinata in Hawaii International Film Festival 2006

- Slamet Rahardjo Djarot
- Christine Hakim
- Marissa Haque
- Irwansyah
- Deddy Mizwar
- Jajang C. Noer
- Barry Prima
- Mariana Renata
- Nicholas Saputra
- Lukman Sardi
- Dian Sastrowardoyo
- Acha Septriasa
- Benyamin S.
- Tora Sudiro
- Christian Sugiono
- Suzzanna
- Nirina Zubir

### Nhà làm phim tên tuổi

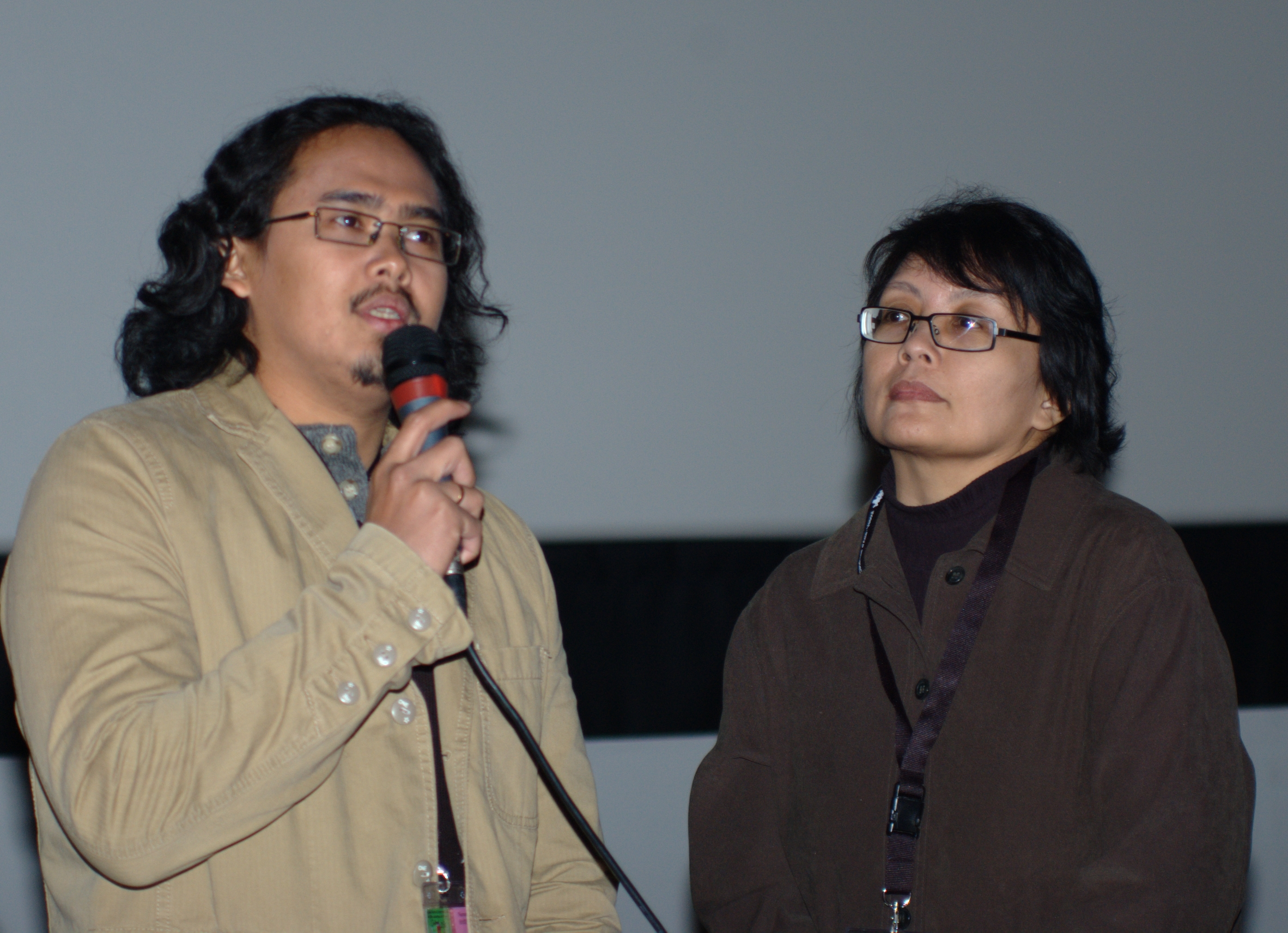
Nurman Hakim (left) and Nan Achnas (right) during Vesoul international film festival of Asian cinema, 2009

- D. Djayakusuma
- Arifin C. Noer
- Arizal
- Asrul Sani
- Chaerul Umam
- Djamaluddin Malik
- Eros Djarot
- Garin Nugroho
- Hanung Bramantyo
- Joko Anwar
- Mira Lesmana
- Nan T. Achnas
- Nia Dinata
- Riri Riza
- Rudy Soedjarwo
- Teguh Karya
- Usmar Ismail
- Vinog Sebastian